# سبدساز زیردم‌زنگاری
سبدساز زیردم‌زنگاری، سبدساز زیردم‌حنایی (نام علمی: Asthenes dorbignyi)، یا سبدساز سینه‌کِرِمی، گونه‌ای از پرندگان خانواده مرغان تنورساز است.

## پراکندگی و زیستگاه
در شرق آند در جنوب شرقی پرو، شیلی، بولیوی و شمال غربی آرژانتین یافت می‌شود. زیستگاه آن بوته‌های کوهستانی یا جنگل روباز پولی‌پیس است.